# Miss Universo 1955
Miss Universo 1955, la 4.ª edición del concurso Miss Universo, se llevó a cabo en el Long Beach Municipal Auditorium en Long Beach, California (Estados Unidos) el 22 de julio.
Representantes provenientes de treinta y tres países y territorios compitieron por el título en esta edición del concurso. Al final del evento, Miss Universo 1954, Miriam Stevenson de Estados Unidos, coronó como su sucesora a Hillevi Rombin de Suecia. Elegida por un jurado de once personas, la ganadora, de 21 años, se convirtió en la primera representante de su país en obtener el título de Miss Universo.

## Resultados
| Posición                | Candidata |
| ----------------------- | --- |
| Miss Universo 1955      | - Suecia - Hillevi Rombin |
| 1.ª finalista           | - El Salvador - Maribel Arrieta |
| 2.ª finalista           | - Ceilán - Maureen Hingert |
| 3.ª finalista           | - Alemania Occidental - Margit Nünke |
| 4.ª finalista           | - Japón - Keiko Takahashi |
| Semifinalistas (Top 15) | - Argentina - Isabel Sarli - Bélgica - Nicole De Mayer - Brasil - Emília Barreto - Canadá - Cathy Diggles - Estados Unidos - Carlene Johnson - Guatemala - María del Rosario Molina - Honduras - Pastora Pagán - Inglaterra - Margaret Rowe - Noruega - Solveig Borstad - Venezuela - Susana Duijm |

### Premios especiales
| Premio              | Concursante                         |
| ------------------- | ----------------------------------- |
| Chica más popular   | - Inglaterra - Margaret Rowe        |
| Chica mejor vestida | - Nicaragua - Rosa Argentina Lacayo |
| Miss Simpatía       | - El Salvador - Maribel Arrieta     |

## Concursantes
| - Alaska - Lorna McLeod - Alemania Occidental - Margit Nünke † - Argentina - Hilda Isabel Sarli Gorrindo † - Bélgica - Nicole De Mayer - Brasil - Emília Barreto Correia Lima - Canadá - Cathy Diggles - Ceilán - Maureen Neliya Hingert - Chile - Rosa Merello Catalán Sidgman - Corea del Sur - Kim Mee-Chong - Costa Rica - Clemencia Martínez de Montis - Cuba - Gilda Marín Montero - Ecuador - Leonor Carcache Rodríguez - El Salvador - María Isabel Arrieta Gálvez † - Estados Unidos - Carlene King Johnson † - Filipinas - Yvonne Berenguer de los Reyes - Finlandia - Sirkku Talja - Francia - Claude Petit | - Grecia - Sonia Zoidou - Guatemala - María del Rosario Molina Chacón - Honduras - Pastora Pagán Valenzuela - Indias Occidentales - Noreen Campbell - Inglaterra - Margaret Rowe - Israel - Ilana Carmel - Italia - Elena Fancera - Japón - Keiko Takahashi - Líbano - Hanya Beydoun - México - Yolanda Mayen - Nicaragua - Rosa Argentina Lacayo † - Noruega - Solveig Borstad - Puerto Rico - Carmen Laura Betancourt - Suecia - Hillevi Rombin † - Uruguay - Inge Hoffmann - Venezuela - Carmen Susana Duijm Zubillaga † |

## Trivia
- Bélgica, Ceilán, El Salvador, Guatemala, Honduras, Inglaterra y Venezuela se clasificaron por primera vez.
- Carmen Susana Duijm Zubillaga (Venezuela) ganó Miss Mundo ese mismo año en Londres, Inglaterra.
- Margit Nünke (Alemania Occidental) ganó Miss Europa en 1956.

- Datos: Q74330